# Nacionalno prvenstvo ZDA 1902
Nacionalno prvenstvo ZDA 1902 v tenisu.

## Moški posamično
William Larned :  Reginald Doherty  4-6 6-2 6-4 8-6

## Ženske posamično
Marion Jones :  Elisabeth Moore  6-1, 1-0, pred.

## Moške dvojice
Reginald Doherty /  Laurence Doherty :  Holcombe Ward /  Dwight F. Davis 11–9, 12–10, 6–4

## Ženske dvojice
Juliette Atkinson /  Marion Jones :  Maud Banks  /  Winona Closterman 6–2, 7–5

## Mešane dvojice
Elisabeth Moore /  Wylie Grant :  Elizabeth Rastall  /  Albert Hoskins 6–2, 6–1